# Trichoplusia ignicollis
Trichoplusia ignicollis là một loài bướm đêm trong họ Noctuidae.